# Бугуруслановка
Бугуруслановка (баш. Боғорослан) — деревня в Стерлитамакском районе Республики Башкортостан Российской Федерации. Входит в состав Максимовского сельсовета.

## География

### Географическое положение
Расстояние до:
- районного центра (Стерлитамак): 42 км,
- центра сельсовета (Максимовка): 8 км,
- ближайшей ж/д станции (Стерлитамак): 42 км.

## Население
| 2002 | 2009 | 2010 |
| ---- | ---- | ---- |
| 249  | ↗259 | ↘233 |

Национальный состав
Согласно переписи 2002 года, преобладающая национальность — русские (65 %).